# 张雪忠
张雪忠（1976年—），中国江西省上饶市余干县人，华东政法大学前副教授、硕士生导师及著名維權律師、異見人士；以敢言抨击中国大陆政治制度，并且因此於2013年12月被华东政法大学停止授课资格及解聘，更再於2019年被吊銷律師執業證。

## 学术经历
张雪忠先后就读于江西省万年师范学校与江西教育学院。1998至2001年就读于西南政法大学获法学硕士学位。2003至2007年就读于华东政法大学获法学博士学位，之后留校任教。研究与教学领域为民法。

## 政治言论
张雪忠以敢言著称，多次就敏感政治话题发表直接观点，因此屡受打压。
张雪忠长期在新加坡《联合早报》发表专栏文章。知名文章有《中国需要去马克思主义化》等。张曾在校方的年终考核中被评为“不合格”，据信与这些文章有关。
2011年5月13日，张雪忠发表致教育部与教育部长袁贵仁的公开信：“关于取消大学及研究生入学考试“政治”科目以及将“马克思主义哲学原理”等课程从大学公共必修课程中去除的公民建议书”。建议书长达万余字。张的新浪微博被删号。同年7月，教育部回函称张学忠的“建议不符合国家法律法规的相关规定” 。2012年10月11日，张雪忠发表“就政治课问题致教育部长的第二封信”。
2012年7月，香港因中国官方强推“德育及國民教育科”，发生大规模反洗脑抗议活动。张雪忠高调支持此行动，并因此在2012年9月8日宣布退出中国共产党。
2013年5月，张雪忠首先在网络公开一份中国官方的“七不讲”的内部材料的内容。其后得到其他学者和教授的证实。“七不讲”是中共中央在2013年在意识形态领域的指令，确定七个领域为禁区：普世价值、新闻自由、公民社会、公民权利、中国共产党的历史错误、权贵资产阶级、司法独立。随后“七不讲”成为网络禁词，张的新浪微博再次被删号。
2013年6月，张雪忠在网络发表题为《2013反宪政逆流的根源及危险》的文章。文章发表之后几天，张被学校领导约谈警告。相反，他告诫学校领导，自己被解聘会给学校形象带来长期的危害。同年8月份张被停止授课资格。
2013年12月9日，张雪忠被校方正式免职。校方否认免职是因为他写作的《新常识》一书以及《2013反宪政逆流的根源及危险》等文章。校方指“张雪忠在本轮聘期内违规利用学校办公自动化系统，变相强行公开发表《新常识》，向全校教职工强行传播其政治观点，还利用其教师身份在学生中传播其政治观点”，“严重背离高校教师职业操守的行为及张对其错误没有认识及改正表现”。在校内匿名评价老师的“评师网”上，张雪忠得分为4.6分（总分5分）；站上的21篇帖子大部分都是称赞他的。
張雪忠被學校開除後，稱中國官方又施压張雪忠掛靠的律所，迫使他离开，又沒有其他律所聘用張雪忠。2019年4月4日，上海市杨浦区司法局以張雪忠几年没有被律所聘用為由，注销他的律师执业证。
2018年8月张雪忠致信中国人大常委法制工作委员会，建议启动全民制宪程序、创建现代政治体制。建议书附张起草的《中华统一共和国宪法草案》。
2020年5月10日，张雪忠發表「致十三屆全國人大三次會議全體代表」的公开信，呼吁尽早启动国民制宪程序，努力实现政治和平转型，并附上其所编撰的宪法草案建议稿，结果翌日便被上海警方从住所带走调查。不過當晚又傳出其已平安返家，中華人民共和國官方並未公開作出回應。

## 法律活动
2013年以来，张雪忠是多名因公民活动被捕的活动家的辩护律师。
- 2013年4月17日，新公民运动活动家赵常青被拘捕，张雪忠为其代理律师。[10]

- 2013年4月27日，江西新余公民刘萍被拘捕，张雪忠义务作她的代理律师。[11]张雪忠的初步辩护意见已在网络发表。[12]

- 张雪忠也是新公民运动活动家李化平的好友即辩护律师。

- 张雪忠与陈光武律师一起为郭飞雄的辩护律师。